# Cyrtomium

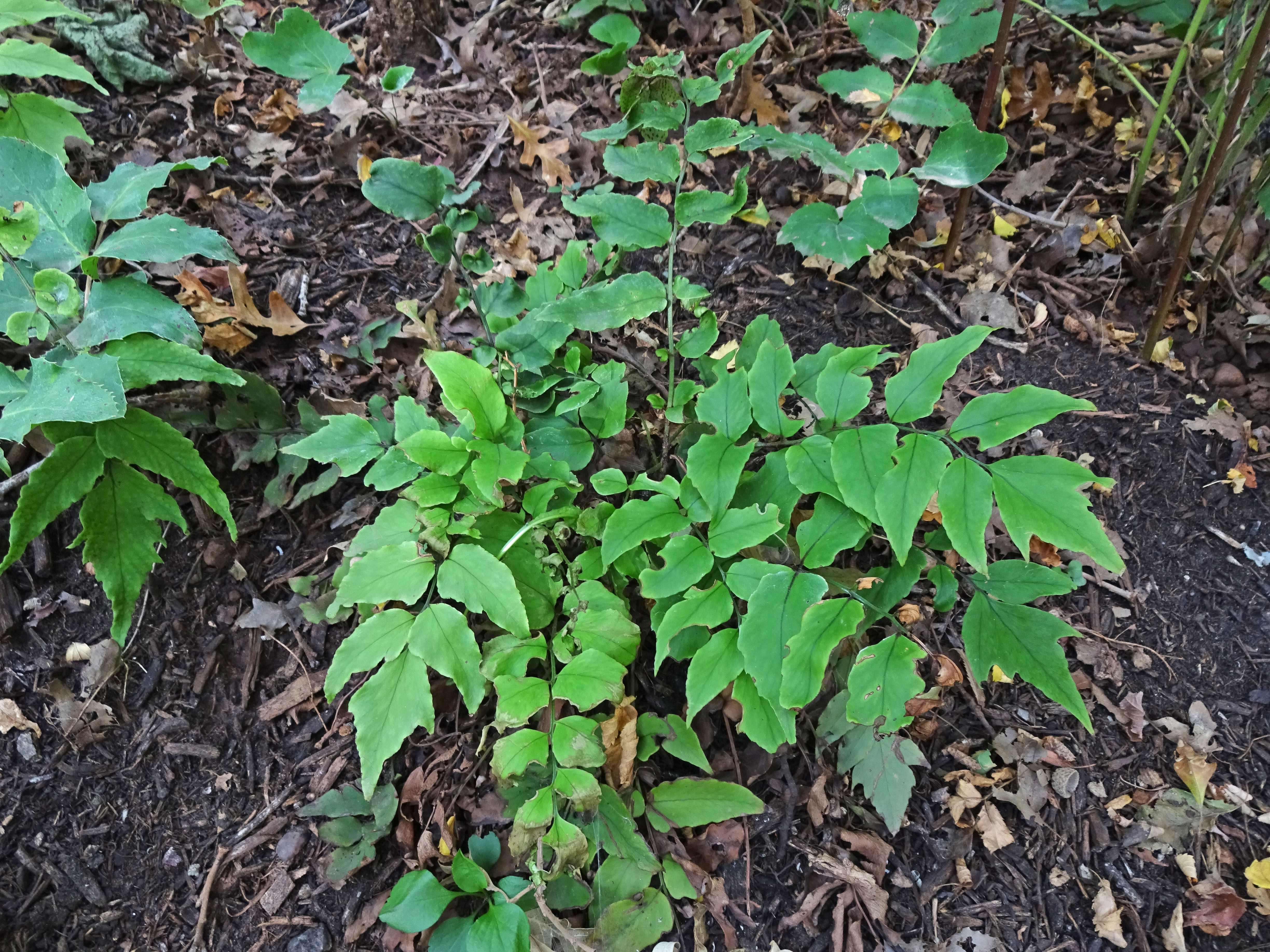
Cyrtomium Fortunego

Cyrtomium (Cyrtomium C.Presl) – rodzaj paproci należących do rodziny nerecznicowatych (Dryopteridaceae). Obejmuje 35 gatunków, w niektórych ujęciach włączane do rodzaju paprotnik Polystichum. Są to paprocie naziemne i naskalne. Występują w większości we wschodniej Azji. Pojedyncze gatunki rosną także w Azji południowej, Afryce wschodniej i południowej, w Japonii oraz na Hawajach, a jako rośliny introdukowane także w Australii, Europie i na obu kontynentach amerykańskich. Gatunkami szeroko rozprzestrzenionymi w świecie są cyrtomium Fortunego C. fortunei i cyrtomium sierpowate C. falcatum. Oba te gatunki są uprawiane jako ozdobne, także w Polsce. Poza nimi uprawiane bywają także: cyrtomium kariotolistne C. caryotideum, cyrtomium wielkolistne C. macrophyllum, C. lonchitoides.
Gatunki z tego rodzaju są łatwe w uprawie w miejscach cienistych. Rosnąć mogą w strefach mrozoodporności od 6 (choć w tym wypadku wymagają osłony zimą) do 10. Wymagają podłoża próchnicznego i przepuszczalnego.

## Morfologia
Pokrój i kłączeByliny zimozielone o krótkim kłączu płożącym lub prosto wzniesionym. Kłącze gęsto jest pokryte ciemnobrązowymi łuskami jajowatymi lub szerokolancetowatymi, na brzegach orzęsionymi, frędzlowatymi, ząbkowanymi lub całobrzegimi, na szczycie zaostrzonymi.
LiścieZ kłącza wyrasta 2–6 liści. Oś liścia ma barwę słomiastą do słomiastobrązowej, od góry jest rynienkowata, pokryta jest łuskami podobnymi do tych pokrywających kłącze. Położone na osi coraz bardziej dystalnie (dalej od kłącza) łuski są coraz rzadsze i mniejsze. Blaszka jest nieparzysto pierzaście złożona, w ogólnym zarysie kształt ma od równowąskolancetowatego do szerokolancetowatego lub trójkątnie jajowatego. Odcinki liścia lancetowate do jajowatych i sierpowatych, całobrzegie lub ząbkowane, cienkie lub skórzaste. Blaszki odcinków po bokach wiązek centralnych użyłkowane są siatkowato.
ZarodnieZebrane w okrągłe kupki, wyrastające w jednym lub kilku szeregach wzdłuż wiązek przewodzących. Zawijki koliste, przymocowane środkiem do liścia.

## Systematyka
Pozycja systematyczna
Jeden z sześciu rodzajów z podrodziny Dryopteridoideae z rodziny nerecznicowatych (Dryopteridaceae). 
Wykaz gatunków
- Cyrtomium aequibasis (C.Chr.) Ching
- Cyrtomium anomophyllum (Zenker) Standish ex J.J.Blandy
- Cyrtomium caryotideum (Wall. ex Hook. & Grev.) C.Presl – cyrtomium kariotolistne
- Cyrtomium chingianum P.S.Wang
- Cyrtomium clivicola (Makino) Tagawa
- Cyrtomium confertifolium Ching & Shing
- Cyrtomium conforme Ching
- Cyrtomium devexiscapulae (Koidz.) Ching
- Cyrtomium elongatum S.K.Wu & L.K.Phan
- Cyrtomium falcatum (L.f.) C.Presl – cyrtomium sierpowate
- Cyrtomium fortunei J.Sm. – cyrtomium Fortunego
- Cyrtomium grossum Christ
- Cyrtomium guizhouense H.S.Kung & P.S.Wang
- Cyrtomium hemionitis Christ
- Cyrtomium laetevirens (Hiyama) Nakaike
- Cyrtomium latifalcatum S.K.Wu & Mitsuta
- Cyrtomium lonchitoides (Christ) Christ
- Cyrtomium luctuosum J.P.Roux
- Cyrtomium macrophyllum (Makino) Tagawa – cyrtomium wielkolistne
- Cyrtomium membranifolium Ching & Shing ex H.S.Kung & P.S.Wang
- Cyrtomium micropterum (Kunze) Ching
- Cyrtomium nephrolepioides (Christ) Copel.
- Cyrtomium obliquum Ching & Shing
- Cyrtomium omeiense China & Shing
- Cyrtomium pachyphyllum (Rosenst.) C.Chr.
- Cyrtomium pseudocaryotideum J.P.Roux
- Cyrtomium serratum Ching & Shing
- Cyrtomium shingianum H.S.Kung & P.S.Wang
- Cyrtomium simadae (Tagawa) Y.H.Chang
- Cyrtomium sinningense Ching & Shing
- Cyrtomium taiwanianum Tagawa
- Cyrtomium tsinglingense Ching & Shing
- Cyrtomium urophyllum Ching
- Cyrtomium yamamotoi Tagawa
- Cyrtomium yunnanense Ching